# Olmsted Falls (Ohio)
Olmsted Falls es una ciudad ubicada en el condado de Cuyahoga en el estado estadounidense de Ohio. En el Censo de 2010 tenía una población de 9024 habitantes y una densidad poblacional de 845,27 personas por km².

## Geografía
Olmsted Falls se encuentra ubicada en las coordenadas 41°21′57″N 81°54′16″O / 41.36583, -81.90444. Según la Oficina del Censo de los Estados Unidos, Olmsted Falls tiene una superficie total de 10.68 km², de la cual 10.68 km² corresponden a tierra firme y (0%) 0 km² es agua.

## Demografía
Según el censo de 2010, había 9024 personas residiendo en Olmsted Falls. La densidad de población era de 845,27 hab./km². De los 9024 habitantes, Olmsted Falls estaba compuesto por el 94.94% blancos, el 1.98% eran afroamericanos, el 0.09% eran amerindios, el 1.21% eran asiáticos, el 0% eran isleños del Pacífico, el 0.44% eran de otras razas y el 1.34% pertenecían a dos o más razas. Del total de la población el 2.56% eran hispanos o latinos de cualquier raza.